# كفر جنيدي
قرية كفر جنيدي هي إحدى القرى التابعة لمركز ديرب نجم في محافظة الشرقية في جمهورية مصر العربية. حسب إحصاءات سنة 2006، بلغ إجمالي السكان في كفر جنيدي 5195 نسمة، منهم 2639 رجل و2556 امرأة.